# Encyclia cordigera
Encyclia cordigera (одно из возможных русских названий: энциклия сердценосная) — многолетнее эпифитное травянистое растение семейства Орхидные.
Вид не имеет устоявшегося русского названия, в русскоязычных источниках используется научное название Encyclia cordigera.

## Синонимы
По данным Королевских ботанических садов в Кью. 

Гомотипные синонимы:
- Cymbidium cordigerum Kunth in F.W.H.von Humboldt, 1816 basionym
- Epidendrum cordigerum (Kunth) Foldats, 1969

Гетеротипные синонимы:
- Epidendrum macrochilum Hook., 1836
- Epidendrum macrochilum var. roseum Bateman, 1839
- Encyclia macrochila (Hook.) Neumann, 1846
- Epidendrum macrochilum var. albopurpurea C.Morren, 1846
- Epidendrum longipetalum God.-Leb., 1892, nom. illeg.
- Encyclia atropurpurea var. leucantha Schltr., 1922
- Encyclia atropurpurea var. rhodoglossa Schltr., 1922
- Encyclia doeringii Hoehne, 1946
- Encyclia atropurpurea var. rosea (Bateman) Summerh., 1957
- Epidendrum doeringii (Hoehne) A.D.Hawkes, 1957
- Encyclia cordigera var. rosea (Bateman)  H.G.Jones, 1969
- Encyclia cordigera f. leucantha (Schltr.) Withner, 1998

## Природныеразновидности
- Encyclia cordigera f. leucantha (Schltr.) Withner, 1998
- Encyclia cordigera var. rosea (Bateman) H.G.Jones, 1969

## Этимологияи история описания
Английское название: Large-lipped Encyclia.
Испанское название (в Никарагуа): Flor de Encarnacion.

## Ареал, экологические особенности
Мексика, Гватемала, Белиз, Сальвадор, Гондурас, Никарагуа, Коста-Рика, Панама, Антильские острова, Французская Гвиана, Суринам, Гайана, Венесуэла, Бразилия, Колумбия и Перу.
Эпифит, реже литофит. Разнообразные типы леса на высотах от 0 до 900 метров над уровнем моря.
В местах естественного произрастания зарегистрированы экстремальные температуры до 41 °C и 7 °C.

Средняя влажность воздуха колеблется от 60% зимой до 80% в сентябре.

Количество осадков составляет около 10 мм в зимние месяцы до 328 мм в июле.

Средние температуры (день/ночь) 30/15°С в декабре до 34/19°С в марте.
Относится к числу охраняемых видов (второе приложение CITES).

## Биологическое описание
Побеги симподиального типа.

Псевдобульбы около 3-11 см в высоту, тёмно-зелёные, яйцевидной или грушевидной формы. Образуют плотные группы. Несут, как правило, 2 листа.

Листья зелёные, линейно-ланцетные, 40 см в длину, 3-4 см в ширину, жёсткие.

Цветоносы прямые, возможно одно ответвление, 15-76 см в длину. Несут 4-15 цветков.

Цветки очень ароматные под воздействием солнечных лучей, 5-7,5 см в диаметре. Лепестки и чашелистики зелёные с коричневым или пурпурно-коричневым.
Растения из северной части Южной Америки и Коста-Рики,, как правило, имеют белую губу в средней части отмеченную продольными красными полосками. Растения из Панамы и Мексики губу окрашенную в пурпурный цвет.
В культуре больше распространена Encyclia cordigera var. atropurpurea, у которой губа окрашена однотонно, яркого, лилово-фуксиевого цвета.
Эта естественная разновидность иногда встречается в продаже под названием "Encyclia atropurpurea", что некорректно, так как собственно вид Enc. atropurpurea — это относительно неприметный вид из Карибского бассейна.

По другим данным Enc. atropurpurea является синонимом Encyclia cordigera. или синонимом Psychilis atropurpurea (Willd.) Sauleda 1988.
Вызревание семян может длиться до 13 месяцев.
Хромосомы: 2n = 40, 80, 90.

## В культуре
Температурная группа — умеренная или тёплая. Летом средняя температура днем 31-25°С и 18-19 °C ночью, с ежедневной амплитудой 12-13 °C. Весна — самый теплый сезон, средняя дневная температура 33-29 °C, а средняя ночная температура 17-19°С. В Каракасе несколько ниже — средняя дневная температура 26-27 °C, средняя ночная 16-17 °C.
Для нормального цветения обязателен перепад температур день/ночь в 5-8°С.
Освещение — 2500-3500 FC или 25000-35000 люкс. По некоторым данным растения цветут и при освещённости 2000 FC. Требования к интенсивности освещения такие же и даже выше, как у большинства представителей рода каттлея. В условиях квартиры — окна восточной и западной ориентации.
Относительная влажность воздуха около 80% в течение вегетационного периода, 60-65% в зимний период и весной.
Посадка на блок или в корзинку для эпифитов с субстратом из сосновой коры средней фракции. Субстрат не должен препятствовать движению воздуха в корнеобитаемой зоне.
В период вегетации полив обильный.
Удобрения с высоким содержанием азота предпочтительны в период с весны до середины лета, с высоким содержанием фосфора — в конце лета и осенью.
В течение 4-6 месяцев сухого сезона осадки крайне редки, но растения получают влагу в виде росы. В культуре растения можно не поливать весь зимний период (при высокой влажности воздуха достаточно легкого опрыскивания по утрам), или полив должен быть крайне ограничен. Согласно другому источнику, периода покоя нет.
Цветение может длиться более 3 недель. Вид получил более 40 наград за качество и культуру. Encyclia cordigera активно используется в создании красивоцветущих гибридов. С её участием создано множество интересных межродовых гибридов. В частности Epicattleya (syn. Catyclia) Florida, Lewis Vaughn 1965 (= Cattleya dowiana × Enc. cordigera).